# 天主教巴拉那總教區
天主教巴拉那總教區（拉丁語：Archidioecesis Paranensis）是阿根廷一個羅馬天主教教省總教區，下轄兩個教區。是該國十四個總教區之一。
1859年6月13日升為教區。1934年4月20日升為總教區。
總教區範圍包括恩特雷里奧斯省西北部六市。2004年有教友452,250人（佔轄區總人口90.0%）、四十九個堂區、117名司鐸。現任教區總主教為若望·阿爾韋托·普伊加里。